# St. Andrä

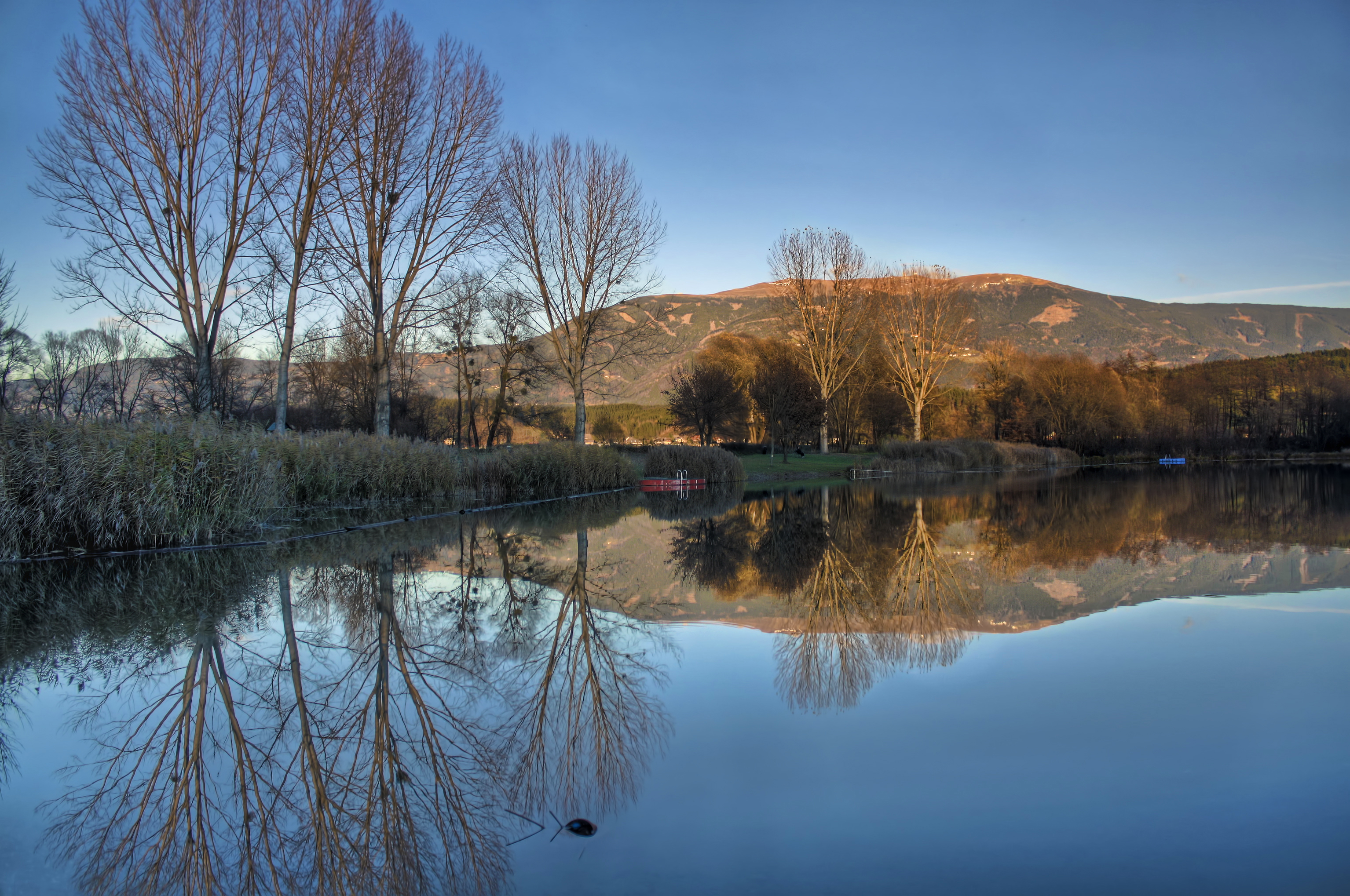
Lago de St. Andrä

St. Andrä (también, Sankt Andrä) es un municipio situado en el distrito de distrito de Wolfsberg, en el estado de Carintia, Austria. Tiene una población estimada, a inicios de 2023, de 9839 habitantes.
Está ubicado al noreste del estado, cerca de la frontera con el estado de Estiria.